# Amarante
Amarante [ɐmɐˈɾɐ̃tɯ] ist eine Stadt in der portugiesischen Region Norte mit etwa 9.900 Einwohnern. Sie liegt am Tâmega, einem Nebenfluss des Douro.
Seit 2017 trägt die Stadt die UNESCO-Auszeichnung City of Music.

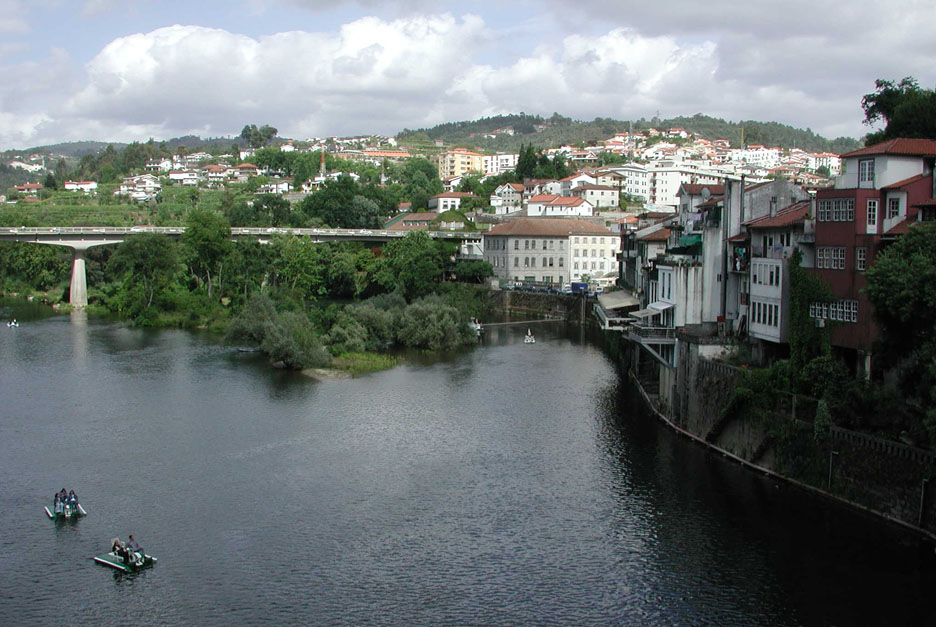
Amarante am Ufer des Tâmega

## Geschichte

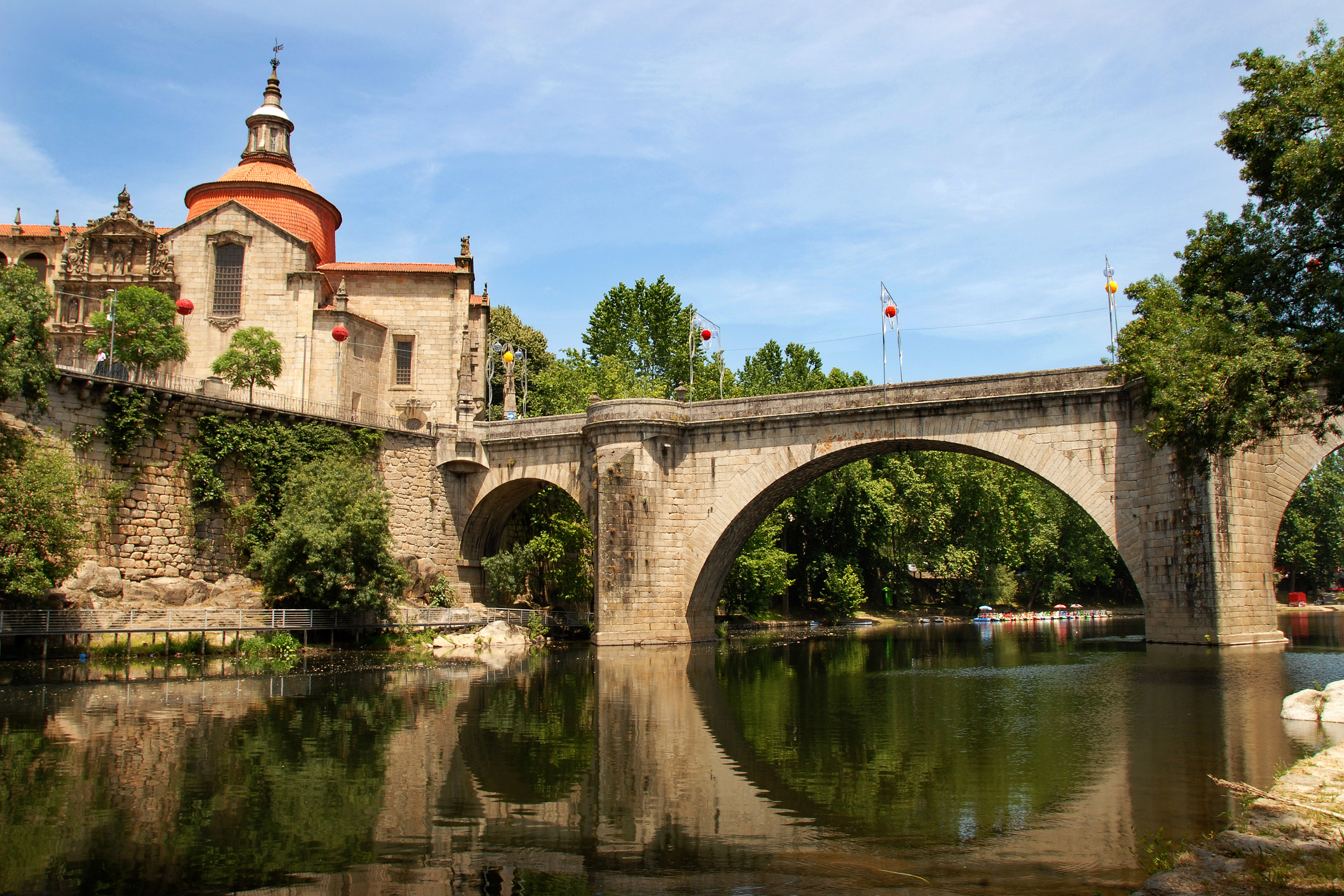
Brücke Ponte de São Gonçalo

Archäologische Funde belegen eine Besiedlung seit der Altsteinzeit, insbesondere aus der Bronzezeit stammen hier zahlreiche Funde. Der Ortsname geht möglicherweise auf die Bezeichnung Villa Amaranthi zurück, in Verbindung mit dem hiesigen Landgut (Villa rustica) des römischen Feldherrn Amarantus. Eine andere, ebenfalls auf römische Zeit zurückgehende Erklärung des Ortsnamens sieht den Begriff ad Maranus (lat. für „beim Gebirge Marão“) als Ursprung. Eine weitere Theorie, die sich in der 1814 veröffentlichten Stadtgeschichte findet, führt den Ortsnamen auf den hier um 360 v. Chr. von keltiberischen Turdulen gegründeten Ort Araduca zurück. Hiernach nahm der römische General Seneciones nach der Eroberung des Ortes den Beinamen Amarantus an, von Ante Maranum (lat. für „vor dem Gebirge Maranus“, heute Marão).
Erste Bekanntheit erhielt der Ort durch das Wirken des hl. Gonçalo de Amarante (port. auch São Gonçalo, 1187–1259). Der Dominikaner aus Vizela ließ sich hier nach seinen Pilgerreisen nach Jerusalem und Rom in der zweiten Hälfte des 12. Jahrhunderts nieder. Ihm verdankt der Ort unter anderem seine bekannte Brücke über den Tâmega. Infolge seines vielfältigen Wirkens entwickelte sich Amarante zu einem Wallfahrtsort mit wachsender Bevölkerung. Im 16. Jahrhundert ermöglichte König Johann III. den Bau des Klosters São Gonçalo an der Stelle, an der Ordenspriester wirkte und bestattet wurde.

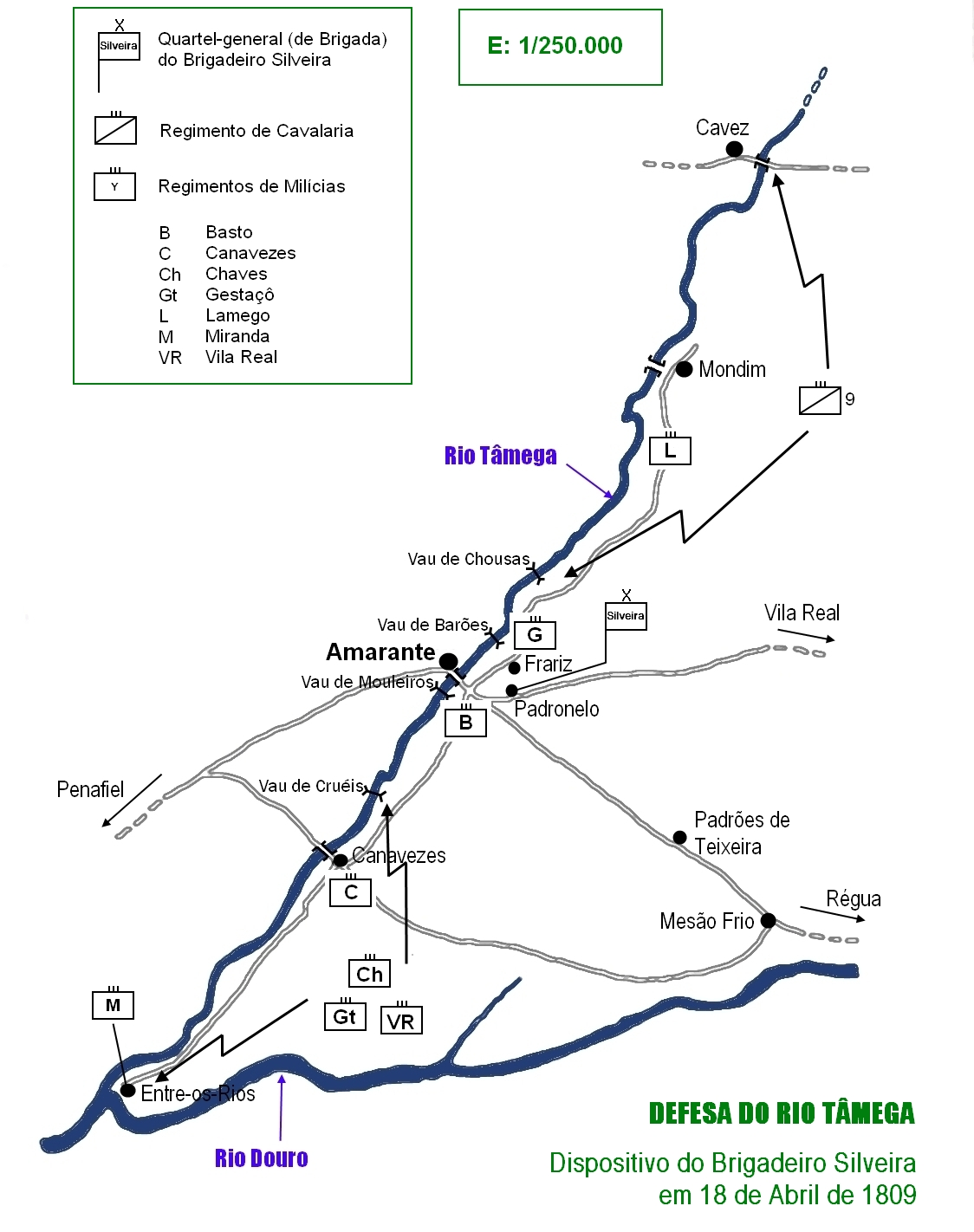
Lageplan der portugiesischen Verteidigung vom 18. April 1809

Im Verlauf der Napoleonischen Invasionen Anfang des 19. Jahrhunderts erlebte Amarante starke Zerstörungen. Bekannt wurde die erfolgreiche Verteidigung der strategisch wichtigen Brücke am 18. April 1809 unter der Leitung des portugiesischen Offiziers Silveira, der anschließend den Grafentitel de Amarante erhielt. Zudem trägt Amarante seither im Stadtwappen den Turm- und Schwertorden, den die Kleinstadt danach verliehen bekam.
Der Kreis Amarante erlebte deutliche Erweiterungen im Verlauf der verschiedenen Verwaltungsreformen nach der Liberalen Revolution 1822, als die zuvor eigenständigen Kreise von Gestaço, Gouveia und Santa Cruz de Riba Tâmega aufgelöst wurden.
Im 20. Jahrhundert bereicherten verschiedene Schriftsteller, Maler und andere Künstler aus Amarante das kulturelle Leben des Landes, darunter Teixeira de Pascoaes und Amadeo de Souza-Cardoso. Am 8. Juli 1985 wurde die bisherige Kleinstadt (Vila) Amarante zur Stadt (Cidade) erhoben, das Datum ist heute kommunaler Feiertag.

## Kultur
- Das Museu Municipal Amadeo de Souza-Cardoso zeigt Werke des im benachbarten Mancelos geborenen Malers Amadeo de Souza-Cardoso (1887–1918).

## Wirtschaft
Der Kreis Amarante ist landwirtschaftlich geprägt. Besondere Bedeutung hat der Weinbau, hauptsächlich durch den Vinho Verde. An Industriebetrieben sind Unternehmen der Holzverarbeitung, des Baugewerbes, der Metallverarbeitung und der Lebensmittelindustrie ansässig. Der international tätige Baukonzern Mota-Engil, einer der 50 größten in Europa, stammt aus Amarante und hat hier weiterhin seinen Sitz, wenngleich die Hauptverwaltung heute in Porto angesiedelt ist.
Der Fremdenverkehr im Kreis hat an Bedeutung gewonnen, sowohl durch Hotelbetriebe als auch durch Einrichtungen des Turismo rural. Überregional bekannt ist zudem das hiesige Kunsthandwerk. Neben Strickwaren und Töpfereien ist insbesondere das Flechthandwerk zu nennen, das unter anderem die ursprünglich zur Weinlese benötigten Körbe fertigt.

## Verkehr

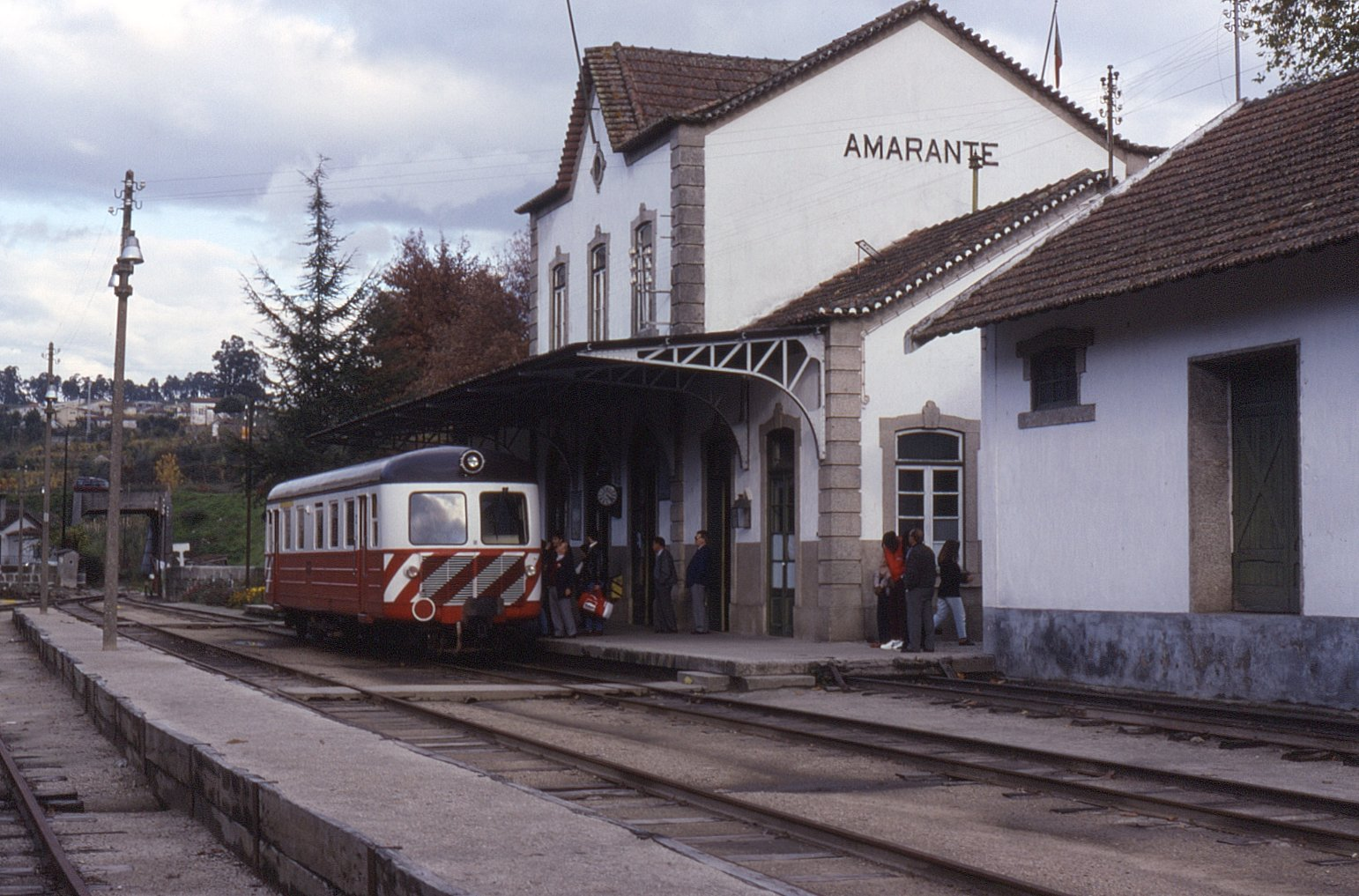
Bahnhof von Amarante (1993)

Bis 2009 war Amarante über die 1909 eröffnete Linha do Tâmega an das Eisenbahnnetz des Landes angebunden. Die Linie wurde eingestellt und durch Busverkehr ersetzt.
Die Stadt liegt an der Autobahn A4, die vom Küstenort Matosinhos im Großraum Porto über Vila Real und Bragança bis zur spanischen Grenze führt. Über die Nationalstraße N101 ist Amarante zudem mit dem 40 km nördlich gelegenen Guimarães und dem 40 km südlich gelegenen Peso da Régua verbunden.

## Verwaltung

### Kreis Amarante
Amarante ist Sitz eines gleichnamigen Kreises (Concelho) im Distrikt Porto. Am 19. April 2021 hatte er auf einer Fläche von 301,3 km² 52.116 Einwohner.
Die Nachbarkreise sind (im Uhrzeigersinn im Norden beginnend): Celorico de Basto, Mondim de Basto, Vila Real, Santa Marta de Penaguião, Baião, Marco de Canaveses, Penafiel, Lousada sowie Felgueiras.
Mit der Gebietsreform im September 2013 wurden mehrere Gemeinden zu neuen Gemeinden zusammengefasst, sodass sich deren Zahl von 40 auf 26 verringerte.
Die folgenden Gemeinden (Freguesias) umfasst der Kreis Amarante:

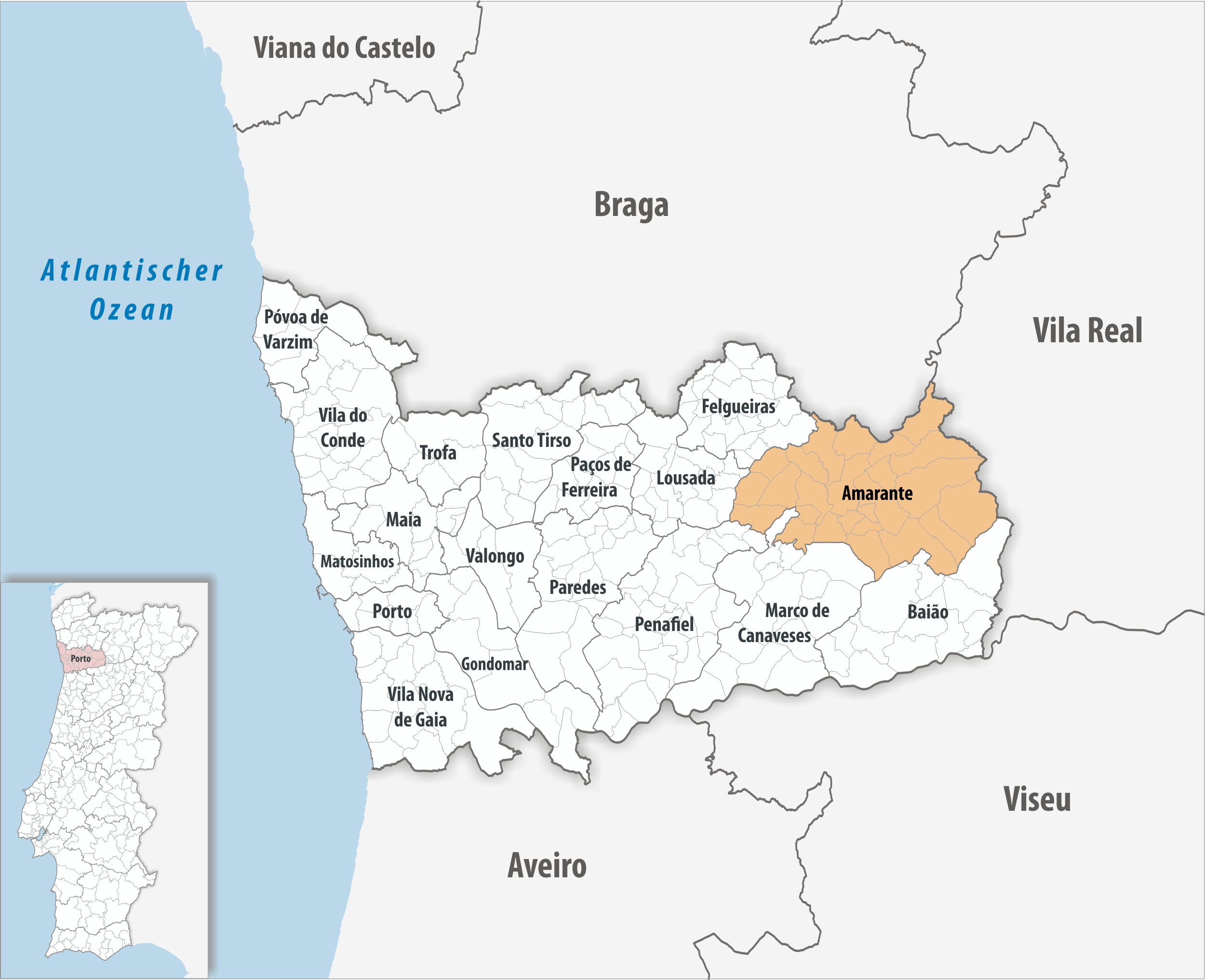
Kreis Amarante

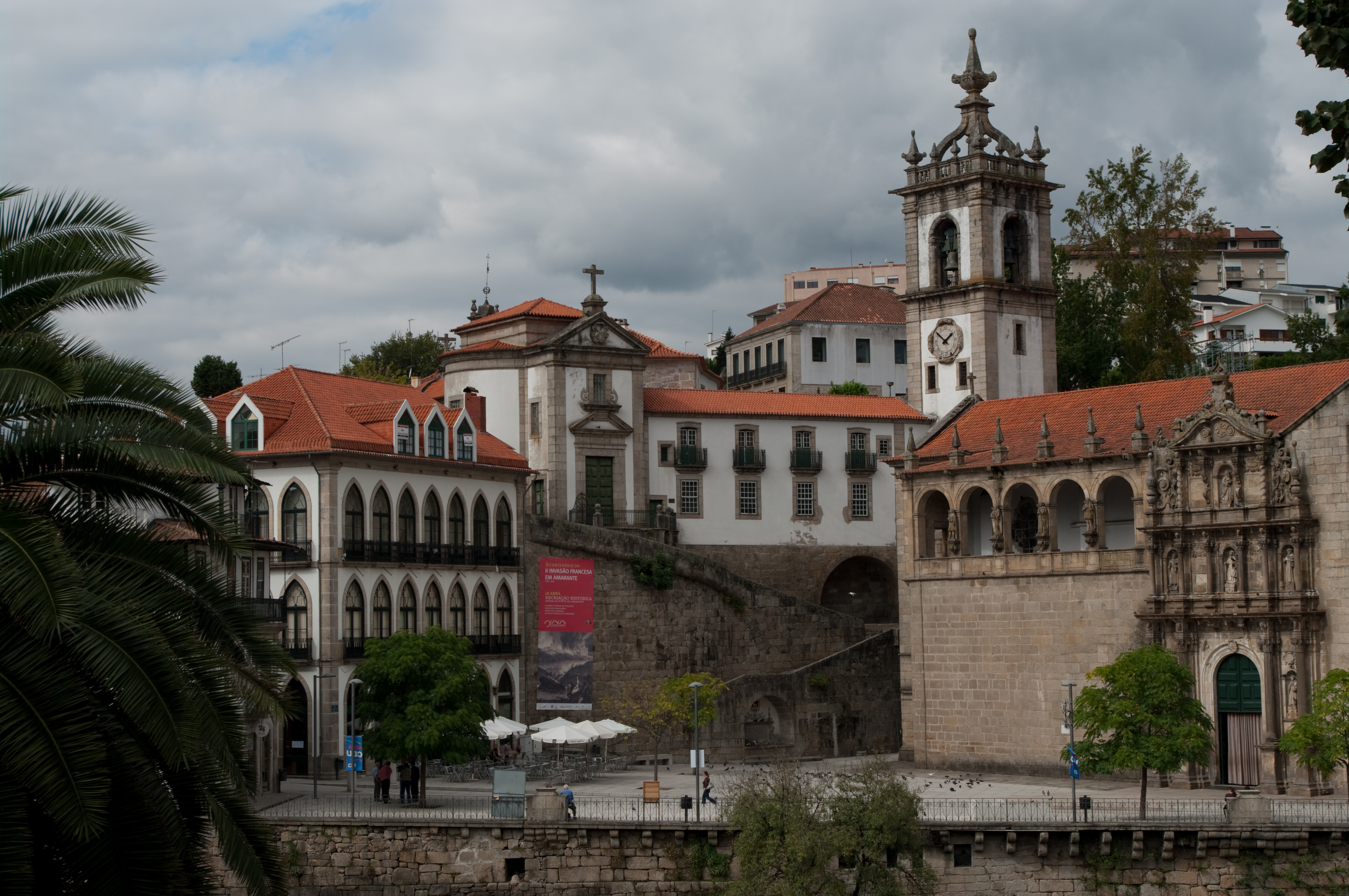
Historischer Ortskern

| Gemeinde                                          | Einwohner (2021) | Fläche km² | Dichte Einw./km² | LAU- Code |
| ------------------------------------------------- | ---------------- | ---------- | ---------------- | --------- |
| Aboadela, Sanche e Várzea                         | 1.447            | 30,45      | 48               | 130141    |
| Amarante (São Gonçalo), Madalena, Cepelos e Gatão | 11.564           | 15,21      | 760              | 130142    |
| Ansiães                                           | 516              | 27,19      | 19               | 130103    |
| Bustelo, Carneiro e Carvalho de Rei               | 827              | 23,43      | 35               | 130143    |
| Candemil                                          | 586              | 12,01      | 49               | 130107    |
| Figueiró (Santiago e Santa Cristina)              | 3.634            | 8,11       | 448              | 130144    |
| Fregim                                            | 2.730            | 10,37      | 263              | 130112    |
| Freixo de Cima e de Baixo                         | 3.451            | 8,81       | 391              | 130145    |
| Fridão                                            | 664              | 7,87       | 84               | 130115    |
| Gondar                                            | 1.536            | 9,64       | 159              | 130117    |
| Jazente                                           | 517              | 3,35       | 154              | 130118    |
| Lomba                                             | 820              | 3,63       | 226              | 130119    |
| Louredo                                           | 630              | 3,60       | 175              | 130120    |
| Lufrei                                            | 1.594            | 6,45       | 247              | 130121    |
| Mancelos                                          | 2.829            | 12,13      | 233              | 130123    |
| Olo e Canadelo                                    | 434              | 19,51      | 22               | 130146    |
| Padronelo                                         | 754              | 2,48       | 303              | 130126    |
| Real, Ataíde e Oliveira                           | 4.557            | 10,96      | 416              | 130147    |
| Rebordelo                                         | 267              | 15,66      | 17               | 130128    |
| Salvador do Monte                                 | 894              | 7,48       | 120              | 130129    |
| São Simão de Gouveia                              | 577              | 12,49      | 46               | 130134    |
| Telões                                            | 3.939            | 14,47      | 272              | 130135    |
| Travanca                                          | 2.012            | 8,69       | 232              | 130136    |
| Vila Caiz                                         | 2.849            | 8,52       | 334              | 130138    |
| Vila Chã do Marão                                 | 825              | 6,71       | 123              | 130139    |
| Vila Garcia, Aboim e Chapa                        | 1.663            | 12,08      | 138              | 130148    |
| Kreis Amarante                                    | 52.116           | 301,30     | 173              | 1301      |

### Bevölkerungsentwicklung
| Einwohnerzahl im Kreis Amarante (1801–2011) | Einwohnerzahl im Kreis Amarante (1801–2011) | Einwohnerzahl im Kreis Amarante (1801–2011) | Einwohnerzahl im Kreis Amarante (1801–2011) | Einwohnerzahl im Kreis Amarante (1801–2011) | Einwohnerzahl im Kreis Amarante (1801–2011) | Einwohnerzahl im Kreis Amarante (1801–2011) | Einwohnerzahl im Kreis Amarante (1801–2011) | Einwohnerzahl im Kreis Amarante (1801–2011) |
| ------------------------------------------- | ------------------------------------------- | ------------------------------------------- | ------------------------------------------- | ------------------------------------------- | ------------------------------------------- | ------------------------------------------- | ------------------------------------------- | ------------------------------------------- |
| 1801                                        | 1849                                        | 1900                                        | 1930                                        | 1960                                        | 1981                                        | 1991                                        | 2001                                        | 2011                                        |
| 1.416                                       | 15.918                                      | 32.931                                      | 37.796                                      | 47.823                                      | 54.159                                      | 56.092                                      | 59.638                                      | 56.450                                      |

### Kommunaler Feiertag
- 8. Juli

### Städtepartnerschaften
- Achères, Frankreich
- Wiesloch, Deutschland
- Nampula, Mosambik[7]

## Söhne und Töchter der Stadt
- Mafalda von Portugal (verm. 1200–1257), portugiesische Prinzessin, kastilische Königin und Nonne, Selige
- Alberto de São Gonçalo da Silva (1631–1688), Erzbischof von Goa in Portugiesisch-Indien
- Antônio de Guadalupe (1672–1740), Bischof in Rio de Janeiro und in Viseu
- Paulino António Cabral (1719–1789), als „Abt von Jazente“ bekanntgewordener geistlicher Schriftsteller und Jurist
- Luís António de Sousa Botelho Mourão (1722–1798), Kolonialbeamter, Generalkapitän in Brasilien
- António da Trindade de Vasconcelos Pereira de Melo (1812–1895), Bischof in Beja und in Lamego
- José Guedes de Carvalho e Meneses (1814–1879), adliger Militär und Kolonialverwalter, Gouverneur von Kap Verde und von Mosambik
- António Cândido Ribeiro da Costa (1850–1922), Jurist, Theologe, Philosoph und Politiker, mehrmaliger Minister
- António Carneiro (1872–1930), Maler
- Teixeira de Pascoaes (1877–1952), Dichter und Mystiker
- Acácio Lino (1878–1956), Maler
- Amadeo de Souza-Cardoso (1887–1918), Maler, Vorreiter der Moderne in Portugal
- Artur Carlos de Barros Basto (1887–1961), Militär und jüdischer Autor, Offizier des Portugiesischen Expeditionskorps im Ersten Weltkrieg, Gründer der Sinagoga Kadoorie und der jüdischen Gemeinde von Porto
- Augusto Casimiro (1889–1967), Schriftsteller und Journalist, Oppositioneller des Estado Novo-Regimes
- Agustina Bessa-Luís (1922–2019), Schriftstellerin
- Alexandre Maria Pinheiro Torres (1923–1999), neorealistischer Schriftsteller, Literaturhistoriker und Literaturkritiker
- Eduardo Teixeira Pinto (1933–2009), Fotograf
- António Marinho e Pinto (* 1950), Vorsitzender der portugiesischen Anwaltskammer
- Eduardo Correia (* 1961), Radrennfahrer und sportlicher Leiter
- Francisco Assis (* 1965), Politiker
- Paulo Pereira (* 1965), Handballtrainer
- António Pinto (* 1966), olympischer Leichtathlet
- Nuno Gomes (* 1976), Fußballspieler
- Renato Queirós (* 1977), Fußballspieler
- Delfim José Fernandes Rola Teixeira (* 1977), Fußballspieler
- Ricardo Carvalho (* 1978), Fußballspieler
- Marco Rodrigues (* 1982), Fadosänger
- Rui Andrade (* 1985), Schauspieler und Sänger
- Miguel Vieira (* 1990), Fußballspieler
- Rui Mendes (* 1999), Fußballspieler

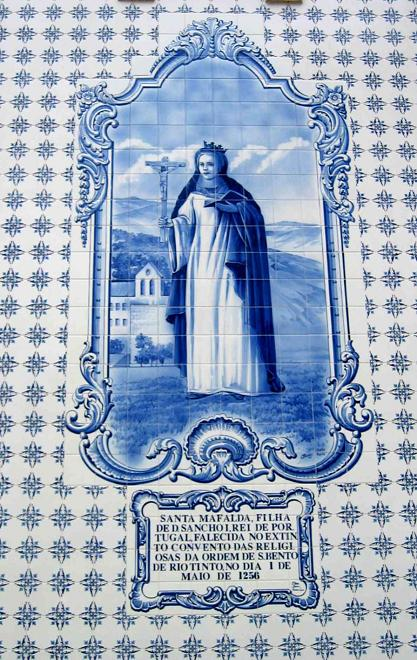
Mafalda von Portugal, Azulejo an der Kirche ihrer Heimatgemeinde Rio Tinto
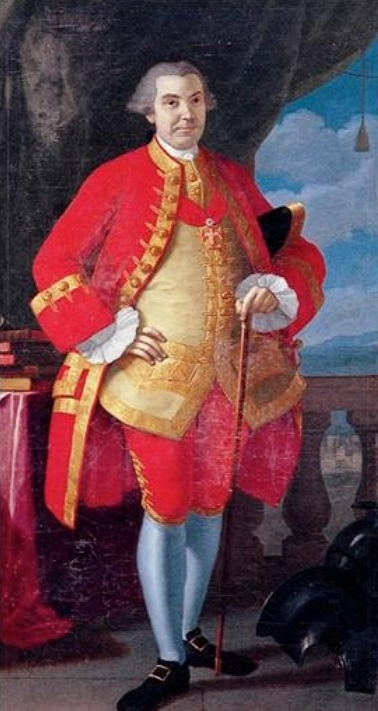
Luís António de Sousa Botelho Mourão
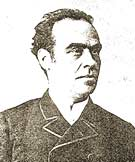
António Cândido Ribeiro da Costa
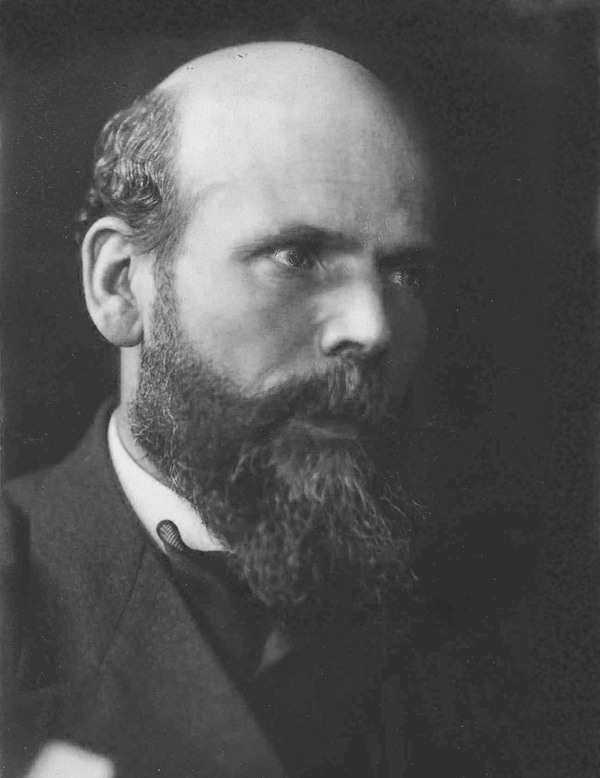
António Carneiro, 1914
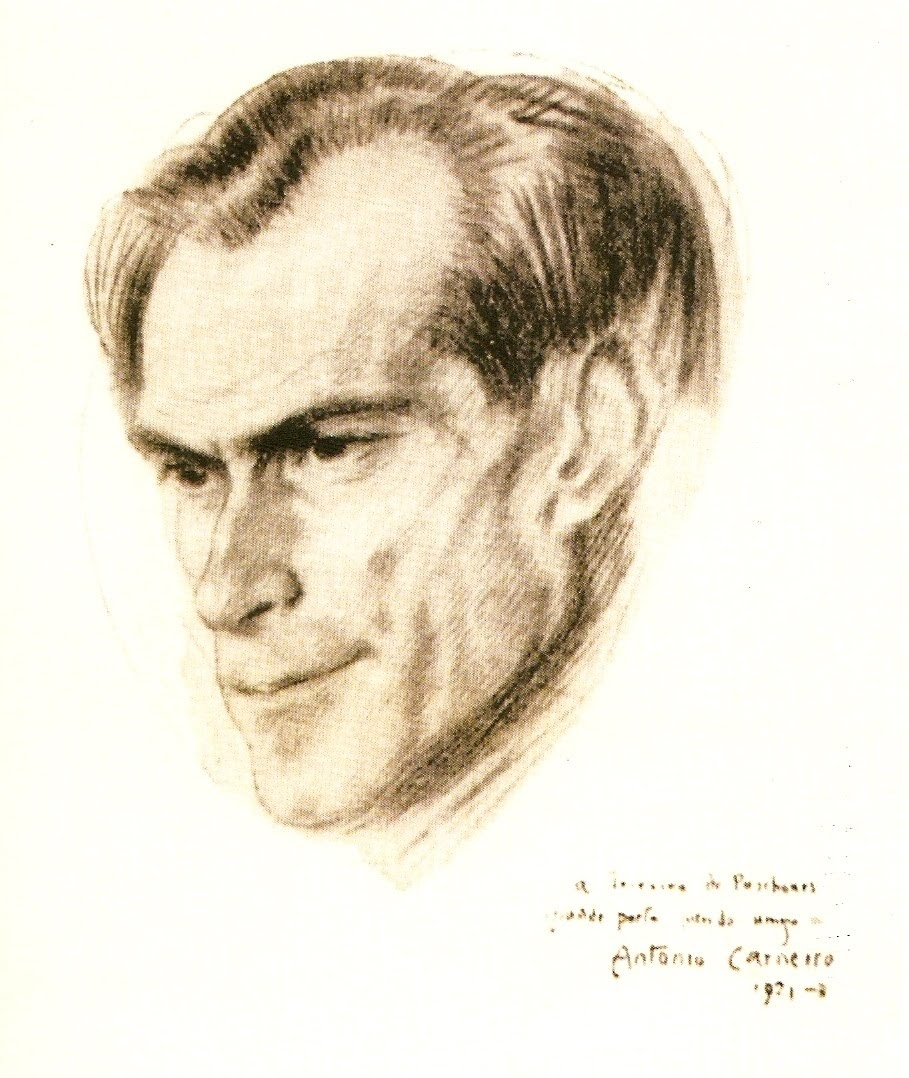
Teixeira de Pascoaes, gemalt von António Carneiro
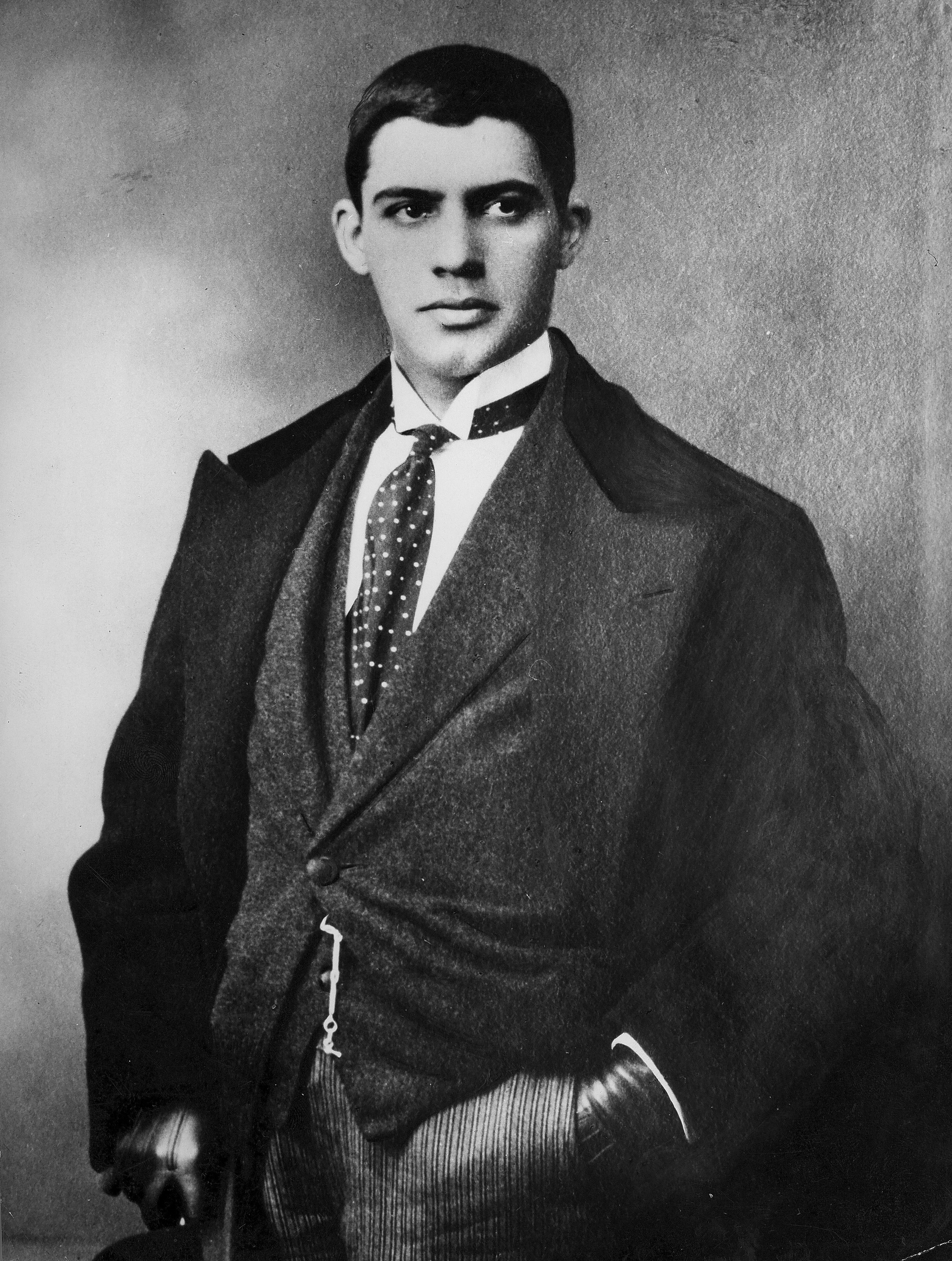
Amadeo de Souza-Cardoso
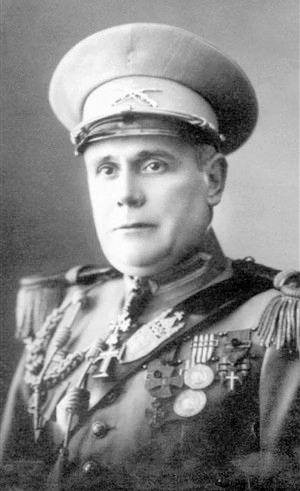
Artur Carlos de Barros Basto
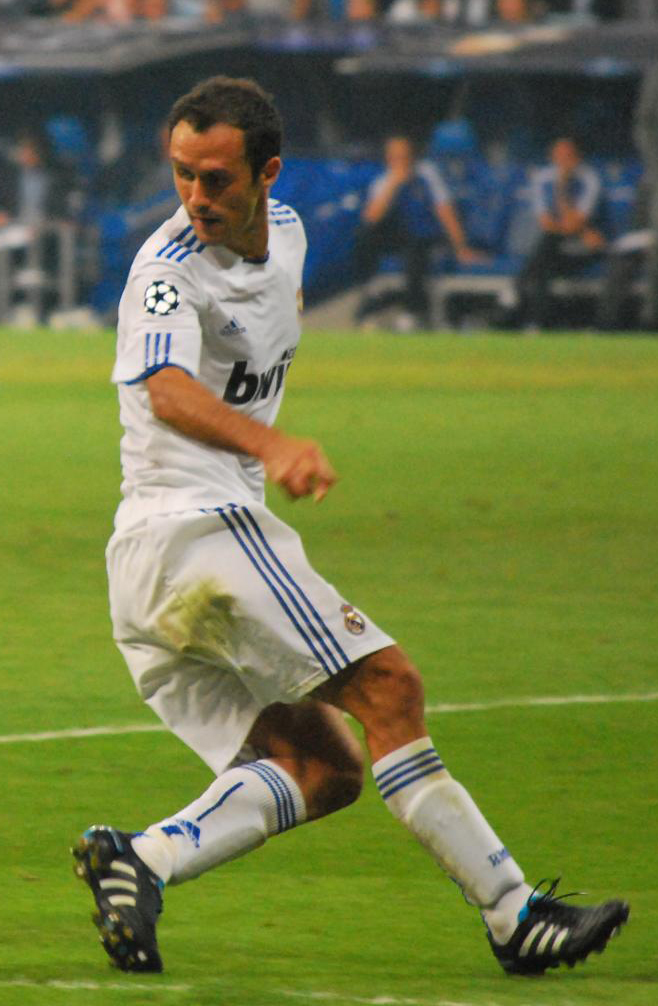
Ricardo Carvalho im Trikot von Real Madrid, 2010

## Sonstiges
Am 16. April 1997 wurde ein Brandanschlag auf eine Diskothek verübt, bei dem zwölf Menschen ums Leben kamen. Man vermutet, dass der Attentäter dem Zuhältermilieu zuzuschreiben ist. Auf den Tag genau drei Jahre später kam es zu einem ähnlichen Zwischenfall durch Giftgas in einer Diskothek in Lissabon, bei dem sieben Menschen starben und 65 verletzt wurden.